# 稲山村
稲山村（いなやまむら）は、かつて岐阜県海津郡に存在した村である。
現在の海津市海津町稲山に該当する。
発足時は下石津郡の村であったが、郡制施行後、海津郡の村となっている。

## 歴史
- 1868年（明治元年） - 梶屋村、梶屋新田、梶屋埋新田が合併し、梶屋村となる。
- 1874年（明治7年） - 梶屋村を下梶村に改称する。
- 1875年（明治8年） - 下梶村、五町村、柳湊村、西小島村の一部が合併し、稲山村となる。
- 1889年（明治22年）7月1日 - 町村制により、稲山村が発足。
- 1897年（明治30年）4月1日[1] - 郡制に基づき、下石津郡、海西郡と安八郡の一部が合併し、海津郡になる。稲山村は海津郡の村となる。
- 1897年（明治30年）4月1日 - 安田村、安田新田、本阿弥新田、沼新田、帆引新田、深浜村、万寿新田（一部）と合併し、西江村発足。同日、稲山村廃止。